# ИРИС МУВ
ИРИС МУВ (IRIS - Motorola-Unix-VME) је серија вишекорисничких рачунара заснована на архитектури Моторола 68030 коју је развио Институт за рачунарске и информационе системе Енергоинвест - ИРИС, Сарајево. Четири рачунара из ове серије представљени су на дванаесту годишњицу оснивања ИРИС-а, 6. априла 1989. у сарајевском хотелу "Holiday Inn". Серија представља наставак развоја модела централних рачунара ИРИС 23 и ИРИС 32 (ИРИС 32 је PDP 11/34 компатибилан, сличан као Iskra Delta 800), као и модела IRIS PS/XX, IRIS 73/XX.

## Техничке карактеристике

### ИРИС МУВ 30
- Микропроцесор: Motorola MC68030 20Mhz;
- Примарна меморија: 4 MB;
- Секундарна меморија: SCSI Winchester дискови 155 MB;
- Оперативни систем: MUV-UNIX-MOTOROLA SYSTEM V/98 Release 3;

### ИРИС МУВ 30А
- Микропроцесор: Motorola MC68030 25Mhz;
- Примарна меморија: 8 MB;
- Секундарна меморија: SCSI Winchester дискови 344 MB;
- Оперативни систем: MUV-UNIX-MOTOROLA SYSTEM V/98 Release 3;

### ИРИС МУВ 31
- Микропроцесор: Motorola MC68030 25Mhz;
- Примарна меморија: 16 MB;
- Секундарна меморија: SCSI Winchester дискови 344 MB, SCSI Winchester дискови 638 MB;
- Оперативни систем: MUV-UNIX-MOTOROLA SYSTEM V/98 Release 3;

### ИРИС МУВ 31А
- Микропроцесор: Motorola MC68030 33Mhz;
- Примарна меморија: 24 MB;
- Секундарна меморија: SCSI Winchester дискови 638 MB;
- Оперативни систем: MUV-UNIX-MOTOROLA SYSTEM V/98 Release 3;

## Награде и признања
ИРИС МУВ је у анкети часописа „Свет компјутера", 1989. године поделио треће место за награду „Компјутерски гран при '89." са рачунаром ВУК Синише Христова са сарадницима Ниш.